# Guards' Cemetery (Lesboeufs)
Guards' Cemetery is een Britse militaire begraafplaats met gesneuvelden uit de Eerste Wereldoorlog, gelegen in het Franse dorp Lesbœufs (Somme). De begraafplaats ligt langs de weg naar Ginchy op 900 m ten zuidwesten van het dorpscentrum (Église Saint-Fursy). Ze werd ontworpen door Herbert Baker en wordt omsloten door een natuurstenen muur, behalve aan de straatzijde. De begraafplaats ligt hoger dan het straatniveau en is toegankelijk via een trap met 18 treden. Vanaf de toegang loopt een centraal pad naar de achterzijde waar het Cross of Sacrifice staat. De Stone of Remembrance staat centraal tegen de noordoostelijke muur. Daar recht tegenover staat een rechthoekig open schuilgebouw onder een schilddak.  
De begraafplaats wordt onderhouden door de Commonwealth War Graves Commission. 
Er liggen 3.137 doden begraven waaronder 1.644 niet geïdentificeerde.

## Geschiedenis
Het dorp werd op 15 september 1916 aangevallen door de Guards Division en op de 25ste door hen bezet. Tijdens het Duitse lenteoffensief werd het na koppig verzet door een deel van het 63rd Bn. Machine Gun Corps op 24 maart 1918 uit handen gegeven maar op 29 augustus door het 10th Bn. South Wales Borderers heroverd. Bij de wapenstilstand bestond de begraafplaats uit slechts 40 graven (nu perceel I), voornamelijk die van officieren en manschappen van de 2nd Grenadier Guards die op 25 september 1916 stierven bij de aanval op het dorp. De begraafplaats werd sterk uitgebreid door concentratie van graven uit de omliggende slagvelden en kleine begraafplaatsen rond Lesbœufs. Deze begraafplaatsen waren: 
- Flers Dressing Station Cemetery (41 doden), Ginchy A.D.S. Cemetery (78 doden), Ginchy R.F.A. Cemetery (21 doden) en Guards' Burial Ground (21 doden) in Ginchy
- Flers Road Cemetery (21 doden) en Switch Trench Cemetery (110 doden) in Flers
- Needle Dump Cemetery (27 doden), Needle Dump South Cemetery (23 doden) en  Windmill Trench Cemetery (43 doden) in Lesbœufs.

Onder de geïdentificeerde doden zijn er 1.294 Britten, 190 Australiërs, 11 Nieuw-Zeelanders en 2 Canadezen. 83 slachtoffers worden herdacht met Special Memorials omdat hun graven niet meer gelokaliseerd konden worden en men neemt aan dat ze zich onder naamloze grafzerken bevinden. Vijf andere doden worden eveneens met Special Memorials herdacht omdat zij oorspronkelijk in Ginchy A.D.S. Cemetery waren begraven, maar hun graven werden vernietigd door artillerievuur en niet meer teruggevonden. Drie officieren van de Coldstream Guards worden ook herdacht met Special Memorials omdat zij werden begraven langs de weg bij Lesbœufs en niet meer werden teruggevonden.

## Graven

### Onderscheiden militairen
- Home Peel, majoor bij het London Regiment (Post Office Rifles) en Thomas Lewis Ingram, kapitein bij het Royal Army Medical Corps werden onderscheiden met de Distinguished Service Order en het Military Cross (DSO, MC).
- William D. Drury-Lowe, luitenant-kolonel bij de Grenadier Guards werd onderscheiden met de Distinguished Service Order (DSO).
- majoor Harry W. Verelst, de kapiteins Trevor Francis en W.A.L. Stewart, de luitenants Owen M. Eicke, Richard H. Marriott, Euan L. Mylne, William A. Parnell, James K. Robin en John A. MacGregor en de onderluitenants S.R. Pitt en Richard Ross werden onderscheiden met het Military Cross (MC).
- sergeant M. Riordan werd tweemaal onderscheiden met de Distinguished Conduct Medal (DCM and Bar).
- sergeant J.P. Donnelly werd onderscheiden met de Distinguished Conduct Medal en de Military Medal (DCM, MM).
- de compagnie sergeant-majoors Murtagh Lennon en Simon Munro, de sergeanten E.J. Latham en J. Swift en korporaal Henry R.J. Neal werden onderscheiden met de Distinguished Conduct Medal (DCM).
- nog 21 militairen ontvingen de Military Medal (MM) waaronder sergeant E.W. Player tweemaal (MM and Bar).

### Alias
- sergeant Robert Stanley Chaytor deed dienst onder het alias Sydney Baxter.
- soldaat Frank R. Rometch deed dienst onder het alias F.H. Ward.
- soldaat H. Hazlewood deed dienst onder het alias H. Haywood.
- soldaat Arthur D. Keeler deed dienst onder het alias A. Davidson.

### Minderjarige militair
- Sydney James Pelin, soldaat bij de Australian Infantry, A.I.F. was slecht 17 jaar toen hij sneuvelde op 1 februari 1917.